# Palais Kučera
Pour les articles homonymes, voir Kučera.
Le palais Kučera (en tchèque, Kučeruv palac) est un palais rococo situé dans la rue Pohořelec du quartier de Hradčany, à Prague 1. Il est protégé en tant que monument culturel de la République tchèque.

## Histoire

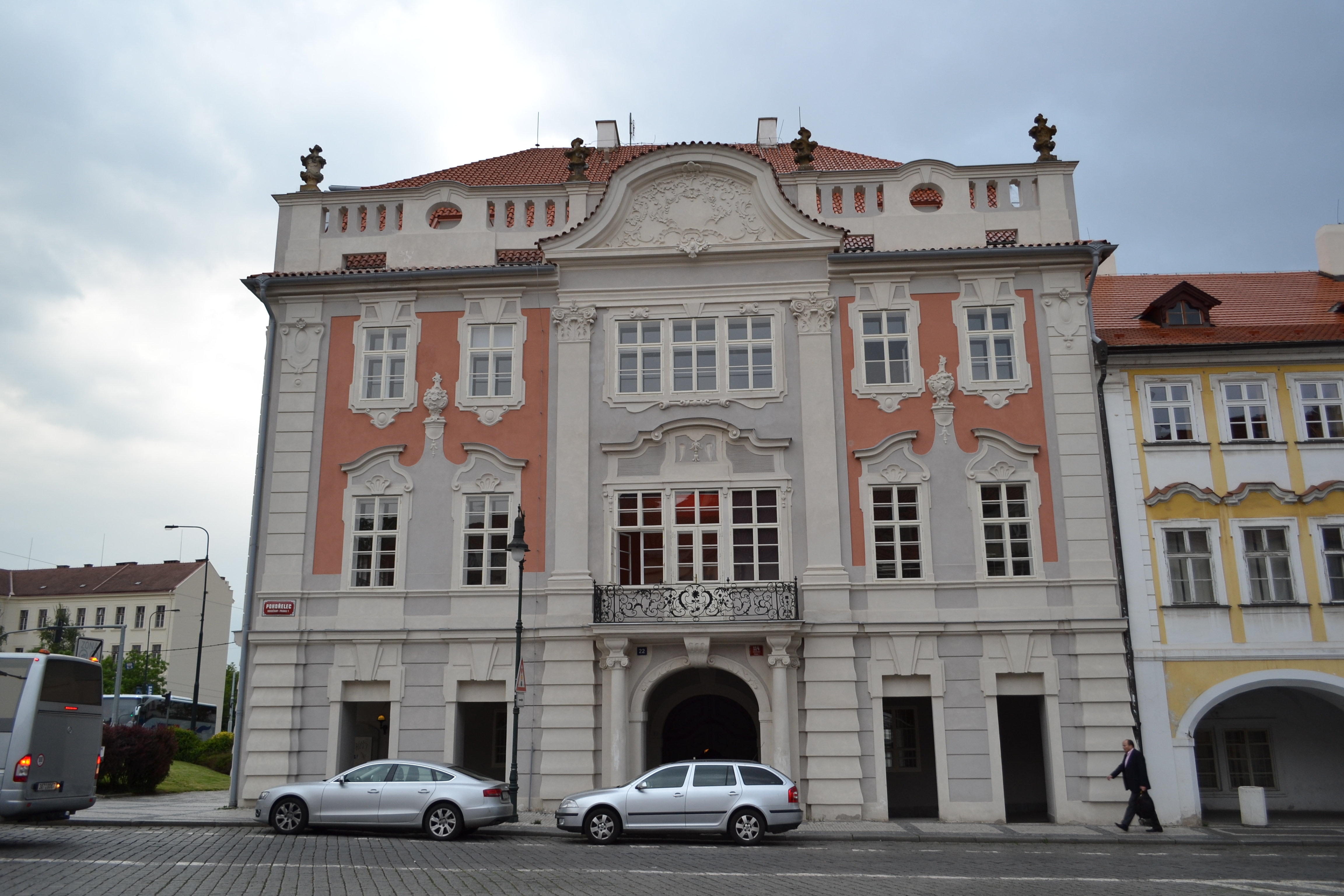
Palais Kučera à Pohorelec

Sur le site du palais actuel se trouvait une maison gothique mentionnée dans les années 80 du XIVe siècle. Dans la seconde moitié du XVIe siècle, elle fut reconstruite en style Renaissance et, au début des années 1660, à nouveau reconstruite dans un style baroque pour devenir un palais. L'aspect actuel est basé sur une reconstruction baroque tardive de 1764-1769, commandée par Karel Kučera. 
Au XIXe siècle, le palais devint un immeuble à appartements, dans la première moitié du XXe siècle, un hôtel. Depuis les années 1950, l’Administration du patrimoine de l’État y est installée. Dans les années 1990, une reconstruction complète a eu lieu, donnant au palais une apparence baroque tardive. Le bâtiment abrite maintenant des représentants des entreprises de confection GANT, Peak Performance, La Martina et de la société mère VERMONT Holding. 